# Geografía de Abjasia

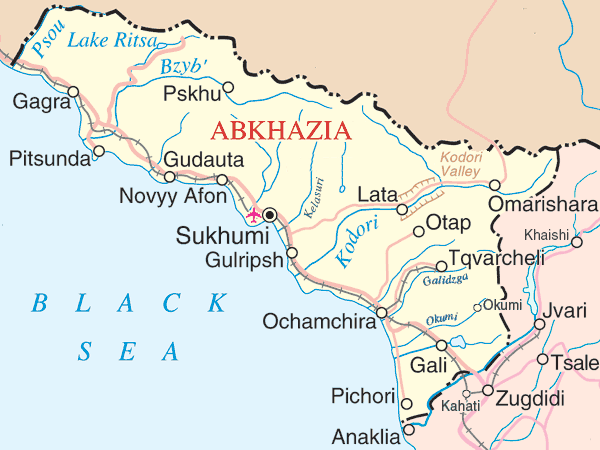
Mapa político de Abjasia

Mapa físico de Abjasia

Abjasia es una región del Cáucaso Sur. Aunque de facto es una república independiente, la gran mayoría de la comunidad internacional la considera una república autónoma dentro de Georgia, tan solo la reconocen como nación: Rusia, Nicaragua, Venezuela, Nauru y Osetia del Sur.

## Geografía
Abjasía abarca un área aproximada de 8.600 km² en la zona occidental de Georgia y está situado al norte del mar Negro. Las montañas del Caucaso [de norte a noreste] separa el territorio de Circasia. Al este limita con Svanetia; al sureste con Samegrelo; y al sur y suroeste con el mar negro.
La región es muy montañosa (casi el 75% ha sido clasificado como montañas o colinas) y la ubicación está concentrada en el litoral con un numeroso de valles frondosos y húmedos. El Gran Cáucaso discurre a lo largo de la frontera de la región septentrional. El Gagra, Bzib, y la cordillera de Kodori se ramifican desde la cordillera principal del Cáucaso. Los picos más altos de Abjasia situados  en el noreste y el este (en la frontera con Svanetia) sobrepasan los 4.000 metros (13.123 pies) sobre el nivel del mar. La montaña más alta es Dombai-Ulgen (4,046 m/13, 274 pies). El clima es templado, lo que dio lugar aque en la época soviética se convirtiese en un destino turístico muy popular conocido como la "Riviera de Georgia".

## Paisajes

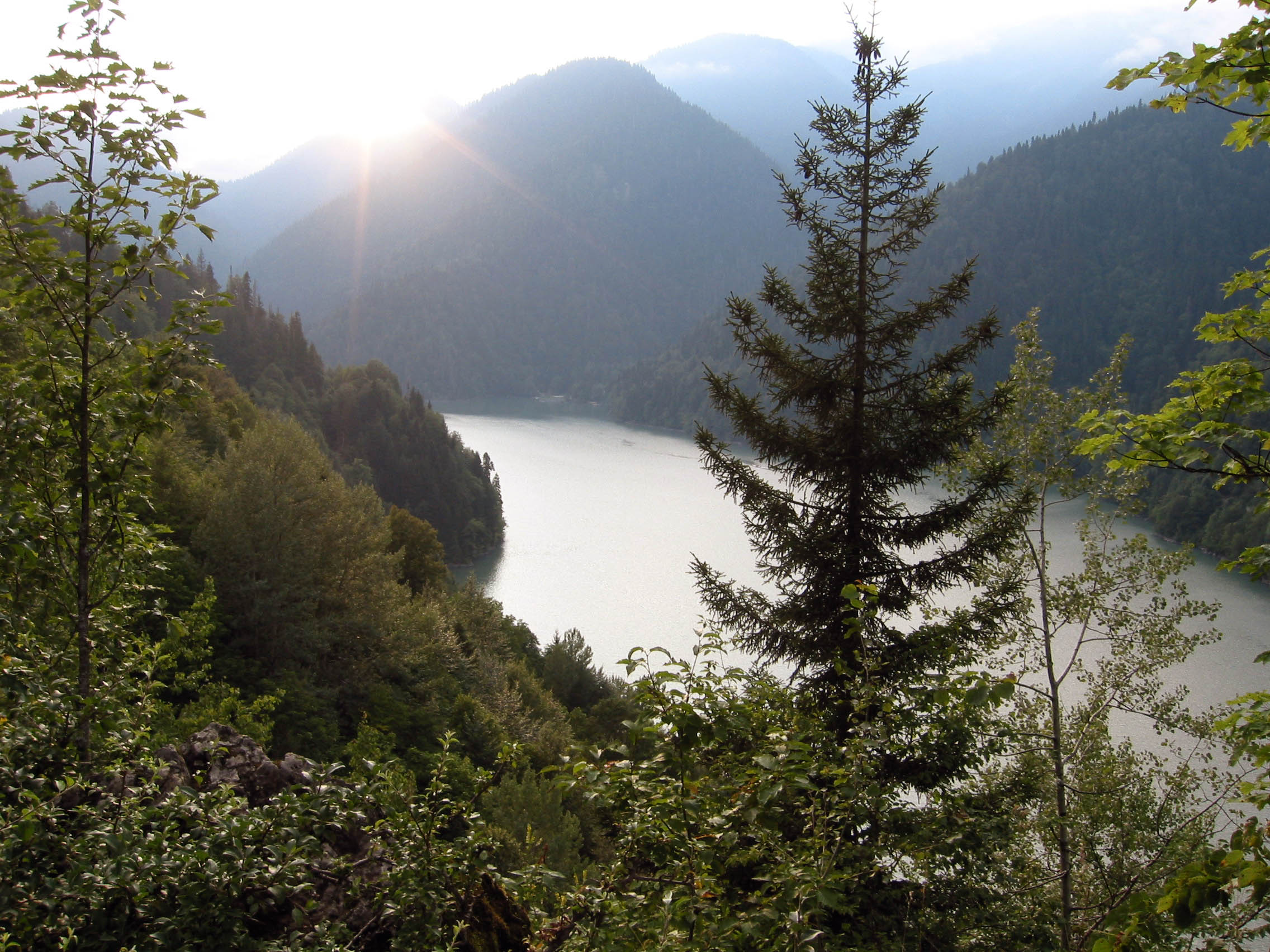
Lago Ritsa

Los paisajes de Abjasia  van de los bosques costeros (pinos de Creta endémicos cerca de Pitsunda Bichvinta / Pitsunda) y las plantaciones de cítricos, a las nieves eternas y glaciares en el norte de la república. Debido a la compleja configuración topográfica de Abjasia, la mayor parte del territorio se ha librado del cultivo y de importantes costes humanos y dl pdesarrollo. Por lo tanto, una gran parte de Abjasia (casi el 70% del territorio) está aún cubierta de bosques en la actualidad. Abjasia es también conocido por el gran número de especies endémicas de plantas que se encuentran sólo en el Cáucaso, Georgia, o en Abjasia. 
La segunda cueva conocida más profunda del mundo, Krubera (Voronja) Cueva, está s en las montañas del Cáucaso occidental en Abjasia. Las últimas mediciones (en 2012)  establecieron la distancia vertical de este sistema de cuevas en 2197 metros (7208 pies) entre sus puntos explorados más alto y más bajo. 
El Sureste de Abjasia, una parte de la llanura de Cólquida, está cubierta por bosques Cólquida (aliso, carpe, roble, haya), o por los cítricos y las plantaciones de té. Las estribaciones, hasta una altura de 600 metros (1.969 pies) sobre nivel del mar, están cubiertos por bosques de hoja caduca (con elementos de hoja perenne), e incluyen especies de árboles como el roble, el carpe, haya, y buxus. El bosque cubre de 600 a 1.800 metros (1.969 a 5.906 pies) sobre el nivel del mar se compone tanto de hoja caduca y coníferas especie de árbol. Las especies más comunes son el haya  y el abeto. La zona de bosque mixto es el hogar de algunos de los árboles más altos en Europa y el mundo, donde algunos ejemplares de la Abeto Nordmann (especialmente alrededor del Lago Ritsa) alcanzan alturas de más de 70 metros (230 pies). La zona que se extiende entre 1.800 y 2.900 metros (5.906 a 9.514 pies) sobre el nivel del mar está formado por bosques subalpinos o prados alpinos. El territorio que se encuentra por encima de 2.900 metros (9.514 pies) está principalmente cubierto por nieves eternas y glaciares.

## Clima

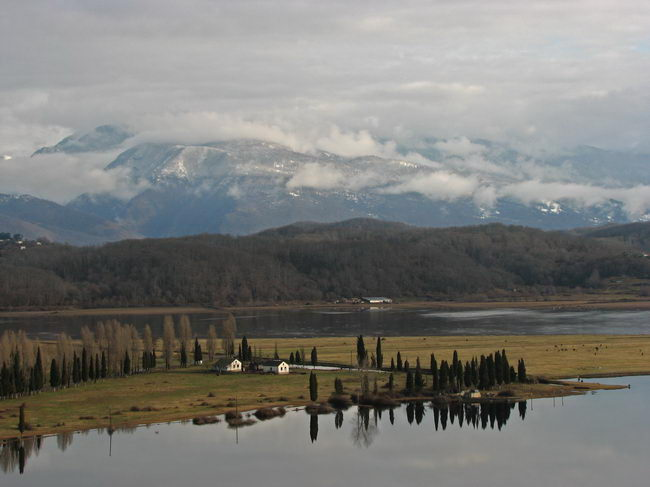
Vista de las montañas del Cáucaso

Debido a la proximidad de Abjasia en el Mar Negro, su clima es muy suave, teniendo en cuenta la latitud norte. Las montañas del Cáucaso son en gran medida responsable de moderar el clima de la región, en tanto sirven para proteger del frío a Abjasia de los vientos del norte.
Las zonas costeras de la República tienen un clima subtropical, donde la temperatura media anual en la mayoría de las regiones es de alrededor de 15 °C (59 °F). Promedio de invierno (enero) las temperaturas varían entre los 4 y los 6 °C (39,2 y 42,8 °F), mientras que media en verano (julio) las temperaturas son en cualquier lugar entre el 22 y 23 °C (71.6 y 73.4 °F). El territorio costero rara vez tiene fuertes heladas durante el invierno.
Las elevaciones más altas de Abjasia, por encima de 1.000 metros sobre el nivel del mar tienen un clima marítimo de montaña, que experimenta inviernos relativamente fríos y veranos largos y cálidos. Las elevaciones sobre 2.000 metros sobre el nivel del mar tienen inviernos más fríos y veranos más cortos. Las regiones  más altas de Abjasia tienen un clima frío.
Abjasia tiene muchas precipitaciones, pero es conocida por su microclima único (de transición a un clima subtropical a la montaña) a lo largo de la mayor parte de su costa, causando niveles más bajos de humedad. La precipitación anual varía a lo largo de la costa de 1.100 a 1.500 mm. El pie del monte, las zonas más bajas, y de los barrancos del interior de la República recibirá en cualquier parte entre 1.000 y 1.800 mm de precipitación anual. Algunas de las gargantas de interior que están al abrigo de las influencias húmedas del Mar Negro recibe la menor cantidad de precipitación. Las regiones más altas montañosas reciben entre 1.700 y 3.500 mm de precipitación por año. Aunque normalmente no hay una nevada significativa en las regiones costeras, las montañas de Abjasia reciben cantidades significativas de nieve. Avalanchas en el noreste a veces representan una amenaza para las zonas pobladas. espesores de nieve suelen superar los 5 metros o 500 cm en algunas de las zonas montañosas frente al Mar Negro.